# Örjan Persson
Örjan Persson   (Uddevalla, 27 d'agost de 1942) és un exfutbolista suec de la dècada de 1960.
Fou 48 cops internacional amb la selecció sueca amb la qual participà en la Copa del Món de Futbol de 1970 i 1974.
Pel que fa a clubs, defensà els colors de Örgryte IS, Dundee United i Rangers FC.